# Proprietární uzamčení
Proprietární uzamčení (vendor lock-in), nebo také uzamčení zákazníka, činí zákazníka závislým na produktech a službách konkrétního dodavatele tím, že vytváří značné náklady a překážky proti přechodu k produktům a službám jiných dodavatelů. Toho lze dosáhnout například použitím nestandardizovaných součástí produktu, které jsou chráněny patentem nebo vynucením jednacího řízení bez uveřejnění. Rigidní vztah mezi zadavatelem a dodavatelem zakázky má znaky minimální konkurence a vyšší ziskovosti dodavatele (ROI průměrně o polovinu vyšší).
Vyvázat se z lock-in je většinou velice nákladná záležitost, někdy je nutné celý software odepsat a přepsat. Uzamčení, které vytváří bariéry pro vstup na trh, se lze vyhnout protimonopolními opatřeními.

## Příklady uzamčení zákazníka
Proprietárním uzamčením je například blokování mobilních telefonů pouze pro jednoho z operátorů, či DRM.
Jiným příkladem je vztah Dopravního podniku hl. m. Prahy a.s. s firmou Xanthus. Smlouva byla uzavřena v roce 2004 za podezřelých okolností (v červnu 2014 udělil Úřad pro ochranu hospodářské soutěže Dopravnímu podniku pokutu 0,6 milionu Kč). Její detaily nejsou veřejně známé, avšak dopravní podnik kvůli ní úzkostlivě tají data o aktuální poloze vozidel MHD. Ačkoliv ROPID spustil již v roce 2009 veřejný provoz webové informační služby systému MPV (Monitorování polohy vozidel) pro Pražskou integrovanou dopravu s cílem zapojit do systému všechna vozidla PID do konce roku 2009, data o vozidlech největšího a nejvýznamnějšího dopravce v tomto systému i po deseti letech stále chybí.
Ministerstvo financí v roce 2015 zadalo veřejnou zakázku „Vývoj IS CEDR MF, modul EHP a Norské fondy“. Zadání proběhlo formou JŘBU. ÚOHS následně konstatoval, že důvod pro zadání v JŘBU spočívající v nutnosti ochrany výhradních práv vybraného uchazeče vytvořilo samo MF svým postupem při uzavírání smluv v polovině 90. let dvacátého století. Tento nezákonný postup následně ÚOHS ohodnotil udělením pokuty ve výši 101 tisíc Kč. Protože postup ÚOHS potvrdil i Krajský soud v Brně, obrátilo se MF s kasační stížností na Nejvyšší správní soud. Ten však odkázal na závěr krajského soudu, s nímž se NSS plně ztotožňuje.

## Vznik závislosti
Většina případů vzniká chybou zadavatele
- Proprietární řešení (IZIP, Datové schránky)
- Slabé vynucení práv zadavatele (Opencard)
- Vývoj obřího systému na klíč (Státní pokladna)

Systém třeba využívá technologie nebo produkty, které vyvinul dodavatel (možná speciálně pro jednoho zákazníka), takže tento klient je pak zcela závislý na jeho implementaci. V jednotlivých případech lze spekulovat, zda byl úmysl na straně zadavatele, u dodavatele to je prakticky jisté.
Zadavatel často řeší hlediska hospodárnosti, efektivnosti a účelnosti nakládání s veřejnými prostředky. Pokud zadavatel bude požadovat například komentovaný zdrojový kód a povolení k tomu, aby dál mohl rozvíjet software pomocí třetí osoby či širší licenční oprávnění, tak bude zajisté veřejná zakázka dražší, protože dodavatel bude požadovat finanční prostředky navíc. Je proto otázkou účelnosti takto vynaložených veřejných prostředků, jestli je správné, aby si zadavatel vyhrazoval práva ke změnám, o kterých nepředpokládá, že nastanou. Každopádně důkazní břemeno při případném sporu o oprávněnost použití jednacího řízení bez uveřejnění je na zadavateli JŘBU.

## Rozbití závislosti
Vyvázání se klienta nebo chráněnce ze závislosti je typicky
- krátkodobě dražší a
- ohrožuje agendy zadavatele

Jako příklady mohou sloužit výše uvedené kauzy nebo vztah MPSV a firmy OK System. Ve všech případech se však uzamčení zákazníka vyhnout nelze.